# ناثان ك. هال
ناثان ك. هال (بالإنجليزية: Nathan K. Hall)‏ هو قاضي ومحامي وسياسي أمريكي، ولد في 28 مارس 1810 في مارسلوس في الولايات المتحدة، وتوفي في 2 مارس 1874 في بوفالو في الولايات المتحدة. نشط حزبياً في حزب اليمين. وقد انتخب عضو مجلس النواب الأمريكي.